# Lindley Miller Garrison

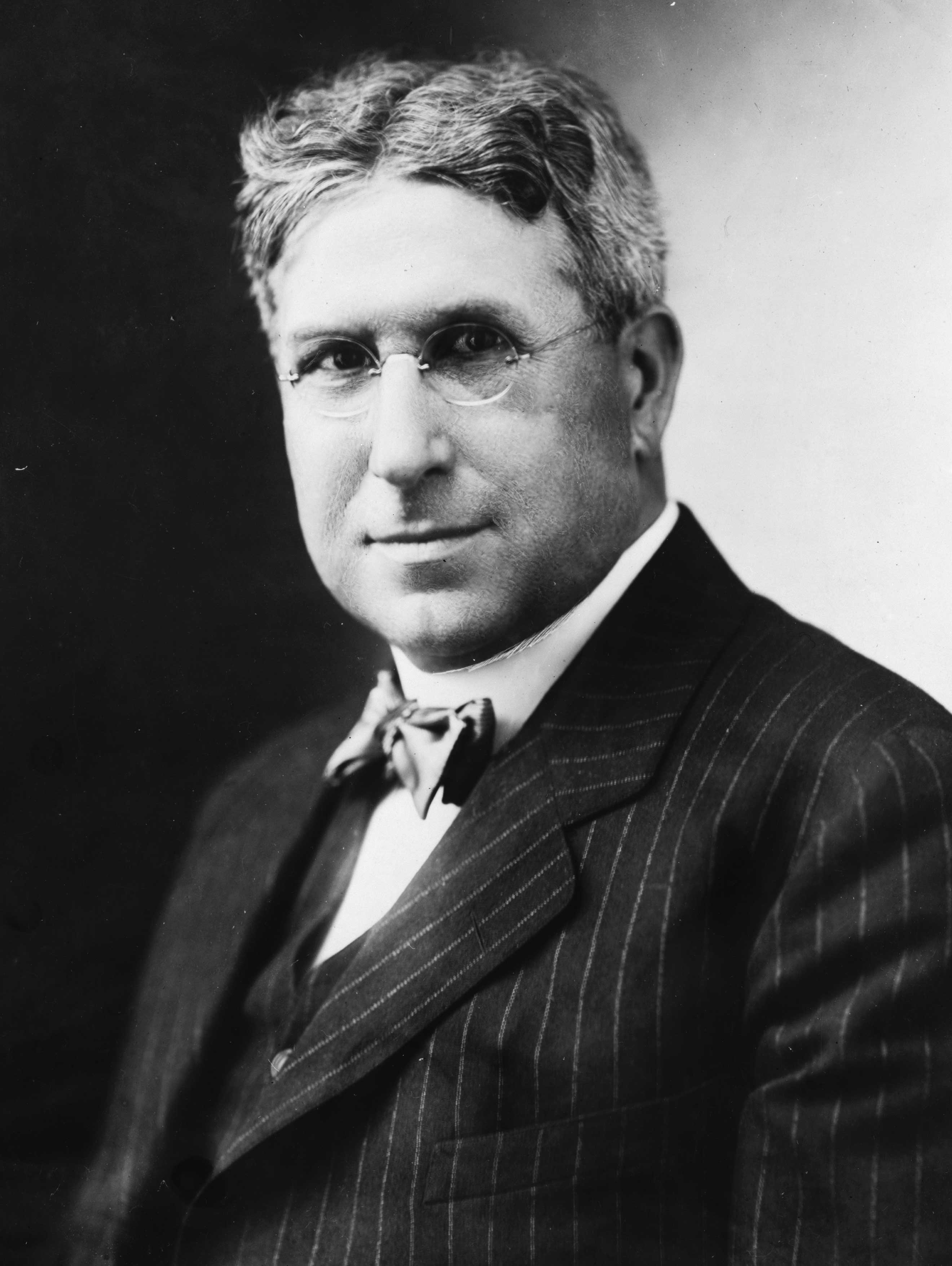
Lindley Miller Garrison

Lindley Miller Garrison (n. 28 noiembrie 1864 - d. 19 octombrie 1932) a fost un avocat din New Jersey care a servit ca Secretar de Război al Statelor Unite în timpul președintelui Woodrow Wilson. A fost secretar de război între 1913 și 1916. 